# Kansallinen Liiga
La Kansallinen Liiga, denominata Naisten Liiga fino al campionato 2019, è la massima serie del campionato finlandese femminile di calcio ed è posto sotto l'egida della Federazione calcistica della Finlandia (SPL/FBF). La prima stagione fu nel 1971, mentre la prima stagione come Naisten Liiga fu nel 2007, e attualmente partecipano 10 squadre. La Kansallinen Liiga ha cadenza annuale, inizia ad aprile e termina ad ottobre. Il PK-35 Vantaa è la squadra che ha vinto il maggior numero di Naisten Liiga (6), mentre l'HJK è la squadra ad aver vinto il maggior numero di campionati (22).
Per la stagione 2016-2017 la Naisten Liiga è stata il ventitreesimo campionato di calcio femminile in Europa secondo il ranking stilato dalla Union of European Football Associations UEFA.

## Storia
La prima edizione del campionato di calcio femminile finlandese fu nel 1971 e vide la vittoria dell'HJK, che seppe ripetersi per cinque stagioni consecutive. Nei primi trent'anni della Naisten SM-sarja l'HJK ha dominato la scena, trionfando due terzi delle volte, con la serie vincente più lunga caratterizzata da sette vittorie consecutive dal 1995 al 2001. A partire dal 2006 il nome del torneo è diventato Naisten Liiga. Nell'era della Naisten Liiga solo tre squadre hanno vinto il campionato: l'Honka, l'Åland United e il PK-35 Vantaa. In particolare, il PK-35 Vantaa in sei anni dal 2010 al 2015 ha vinto il campionato per cinque volte, e solamente l'Åland United nel 2013 è riuscito a interrompere questo dominio.
Dal campionato 2020 il torneo muta denominazione in Kansallinen Liiga.

## Formato
Per la stagione 2020 il campionato si compone di due fasi. Nel corso della prima fase le dieci squadre disputano un girone all'italiana con partite di andata e ritorno, per un totale di 18 giornate. Il sistema di assegnazione del punteggio prevede 3 punti per la squadra vincitrice dell'incontro, 1 punto a testa in caso di pareggio e nessun punto per la squadra sconfitta. Al termine della prima fase le prime sei classificate accedono alla seconda fase per l'assegnazione del titolo, mentre le ultime quattro classificate accedono alla seconda fase per la salvezza. Nella seconda fase di assegnazione del titolo le sei squadre mantengono il punteggio guadagnato nella prima fase e si affrontano una sola volta per un totale di cinque giornate. La prima classificata vince il campionato, è campione di Finlandia ed accede alla UEFA Women's Champions League della stagione successiva. Nella seconda fase per la salvezza le quattro squadre mantengono il punteggio guadagnato nella prima fase e si affrontano due volte per un totale di sei giornate. L'ultima classificata retrocede in Naisten Ykkönen, mentre la penultima affronta una squadra di Naisten Ykkönen in uno spareggio per un posto in massima serie.

## Le squadre

### Organico 2024
Al campionato 2024 partecipano le seguenti dieci squadre:
- HJK
- Honka
- HPS
- Ilves
- JyPK
- KuPS
- PK-35
- PK-35 Vantaa
- PKKU
- Åland United

## Albo d'oro

### Naisten SM-sarja (1971-2006)
- 1971  HJK
- 1972  HJK
- 1973  HJK
- 1974  HJK
- 1975  HJK
- 1976  Kemin Into
- 1977  Kemin Into
- 1978  TPS
- 1979  HJK
- 1980  HJK
- 1981  HJK
- 1982  Valtti Helsinki
- 1983  Valtti Helsinki
- 1984  HJK
- 1985  KNF Helsinki
- 1986  HJK
- 1987  HJK
- 1988  HJK

- 1989  PPF Helsinki
- 1990  United Helsinki
- 1991  HJK
- 1992  HJK
- 1993  KontU
- 1994  Malmin Palloseura
- 1995  HJK
- 1996  HJK
- 1997  HJK
- 1998  HJK
- 1999  HJK
- 2000  HJK
- 2001  HJK
- 2002  FC United
- 2003  Malmin Palloseura
- 2004  FC United
- 2005  HJK
- 2006  Honka

### Naisten Liiga (2007-)
- 2007  Honka
- 2008  Honka
- 2009  Åland United
- 2010  PK-35 Vantaa
- 2011  PK-35 Vantaa
- 2012  PK-35 Vantaa
- 2013  Åland United

- 2014  PK-35 Vantaa
- 2015  PK-35 Vantaa
- 2016  PK-35 Vantaa
- 2017  Honka
- 2018  PK-35 Vantaa
- 2019  HJK

### Kansallinen Liiga (2020- )
- 2020  Åland United
- 2021  KuPS
- 2022  KuPS
- 2023  KuPS
- 2024  HJK

## Statistiche

### Titoli per squadra
| Squadra           | Titoli | Anni |
| ----------------- | ------ | --- |
| HJK               | 24     | 1971, 1972, 1973, 1974, 1975, 1979, 1980, 1981, 1984, 1986, 1987, 1988, 1991, 1992, 1995, 1996, 1997, 1998, 1999, 2000, 2001, 2005, 2019, 2024 |
| PK-35 Vantaa      | 7      | 2010, 2011, 2012, 2014, 2015, 2016, 2018 |
| Honka             | 4      | 2006, 2007, 2008, 2017 |
| KuPS              | 3      | 2021, 2022, 2023 |
| Into Kemin        | 2      | 1976, 1977 |
| Malmin Pallousera | 2      | 1994, 2003 |
| FC United         | 2      | 2002, 2004 |
| Valtti Helsinki   | 2      | 1982, 1983 |
| Åland United      | 2      | 2009, 2013 |
| KNF Helsinki      | 1      | 1985 |
| KontU             | 1      | 1993 |
| PPF Helsinki      | 1      | 1989 |
| TPS               | 1      | 1978 |
| United Helsinki   | 1      | 1990 |